# Heimtierbedarf
Unter Heimtierbedarf ist ein Marktsegment mit einer breit gefächerten Palette von Produkten und Dienstleistungen für Heimtiere zusammengefasst.

## Marktpotential
Die volkswirtschaftliche Bedeutung des Heimtierbedarfs wurde bis Anfang des 21. Jh. in Deutschland kaum beachtet. Dabei handelt es sich um einen stark wachsenden Markt, wie die wachsende Zahl von Heimtieren erahnen lässt. Lebten 1992 erst 4,1 Millionen Hunde in deutschen Haushalten, so waren es laut Schätzungen des Industrieverbands Heimtierbedarf (IVH) 2004 bereits 5,3 Millionen. Im selben Zeitraum wuchs danach die Zahl der Katzen von 6 Millionen auf 7,5 Millionen an. Bei den Aquarien und den Hamstern, Kaninchen und anderen Kleintieren zusammen genommen wurde sogar mehr als eine Verdoppelung – nämlich von 0,9 Millionen auf 1,95 Millionen bei den Aquarien und bei den Kleintieren von ca. 3 Millionen auf 6 Millionen – angegeben. Aktuell (für 2019) schätzen IVH und der Zentralverband Zoologischer Fachbetriebe (ZZF) in einer gemeinsamen Erhebung die Anzahl der Hunde auf 10,1 Millionen und der Katzen auf 14,7 Millionen. Die Schätzungen beruhen auf einer Stichprobe von 7.000 Befragten (Tierhaltern und Nichttierhaltern) und werden auf die Gesamtbevölkerung hochgerechnet. Die Zahlen erscheinen allerdings etwas hochgegriffen, da sie fast eine Verdoppelung der Hunde- und Katzenhaltung in den letzten 15 Jahren bedeuten würde.
Während Haustiere noch vor einigen Jahrzehnten vor allem von Essensresten aus dem Haushalt der gastgebenden Familie gefüttert wurden, werden deutsche Hunde und Katzen heute zu 90 % mit industriell gefertigtem Fertigfutter ernährt. Die Produktpalette hat sich auf "punktgenaue" Abstimmung für das Tier ausdifferenziert. So gibt es rassen- und altersspezifisches Futter, "Indoor"- und "Outdoor"-Futter für Katzen, Spezialfutter für Hunde mit Verdauungsstörungen usw. Der führende Fachdiscounter bietet über 10.000 verschiedene Artikel an. Die Umsätze für Heimtier-Fertignahrung lagen 2009 bei 2,69 Milliarden Euro, für Zubehör wie Hundekauknochen, Katzenstreu und Kratzbäume wurden 909 Millionen Euro ausgegeben. Für 2019 werden vom IVH (im stationären Handel) Umsätze von 3.308 Mio. € für Heimtier-Fertignahrung und 1.017 Mio. € für Zubehör ausgewiesen. Hinzu kommen Umsätze aus dem Onlinehandel mit Heimtierbedarf in Höhe von geschätzt 705 Mio. €. Damit liegen die Deutschen laut Angaben des ZZF mit den Briten und Franzosen im europäischen Vergleich in der Spitzengruppe.

## Volkswirtschaftlicher Nutzen
Genauere Aufschlüsse über den „Wirtschaftsfaktor Heimtier“ geben österreichische Studien. In der Alpenrepublik sichert alleine die Hundehaltung 5.600 Arbeitsplätze. Jährlich werden 150 Millionen Euro durch die öffentlichen Kassen eingenommen, die Beseitigung von Kot und Krankenhauskosten durch Hundebisse sind hierbei schon abgezogen. Für Deutschland können diese Werte etwa durch Multiplikation mit dem Faktor 10 abgeschätzt werden. In einer weiteren österreichischen Studie wurde errechnet, dass Hundehalter von Geburt bis zum Tod ihres Vierbeiners durchschnittlich 14.000 Euro ausgeben. Von diesen Ausgaben profitiert selbst noch die Automobilindustrie, da Hundehalter oft Kombis anstatt der billigeren Limousinen kaufen.
Im Jahr 2014 ist zum ersten Mal eine Studie erschienen, die die gesamtwirtschaftlichen Effekte der Heimtierhaltung für Deutschland umfassend abbildet und quantifiziert. Die von Renate Ohr, Universität Göttingen, angefertigte Heimtierstudie "Wirtschaftsfaktor Heimtierhaltung" bezieht nicht nur Umsatzzahlen zu Heimtierernährung oder Zubehör ein, sondern auch die Ausgaben und Umsätze für die Heimtiergesundheit, Zucht, Tierversicherungen, Tierpensionen, Tierbestattungen, Hundeschulen, Tierheime, Tierbücher und vieles mehr – jeweils getrennt nach Hunden, Katzen, Ziervögeln, Zierfischen, Kleintieren. Nach dieser Studie wurde für Deutschlands Heimtierhaltung insgesamt ein jährlicher Umsatz von über 9,1 Mrd. Euro geschätzt, womit ca. 185.000 bis 200.000 Arbeitsplätze verbunden sind. Neben dieser messbaren Wertschöpfung gibt es nach Ohr auch noch ökonomische und soziale Erträge, die nicht oder nicht vollständig in das Sozialprodukt eingehen, wie die Dienstleistungen der „Gebrauchshunde“ oder die Auswirkungen der Heimtierhaltung auf Gesundheit und Lebensqualität.
2019 erfolgte eine Aktualisierung und Erweiterung der Studie zur „Heimtierstudie 2019: Ökonomische und soziale Bedeutung der Heimtierhaltung in Deutschland“,. Nimmt man alle betroffenen Wirtschaftsbereiche zusammen, bewirkt Deutschlands Heimtierhaltung danach schätzungsweise jährliche Ausgaben/Umsätze und damit gesamtwirtschaftliche Nachfrage in Höhe von über 10,7 Mrd. €, davon durch Hundehaltung ca. 5,6 Mrd. € und durch Katzenhaltung knapp 3,9 Mrd. €. Damit verbunden sind ca. 210.000 Arbeitsplätze (Vollzeitäquivalente).

## Marktentwicklung
Das Trendtier, das Umsatzwachstum verspricht, ist die Katze. In der tiefenpsychologischen Analyse von Rheingold (einem Marktforschungsunternehmen) wurde die Katze als Kuschel-Katalysator, erhabene Spiegelung oder einfach als Stück natürlicher Überlebenskunst symbolisiert: „Durch diese Rückbesinnung auf die Natur hofft man, sich auch selbst ein Stück mit der widerstandsfähigen Überlebenskunst der Katze ausrüsten zu können und sich auf diese Weise selbst gegen härter werdende Zeiten und den Großstadtdschungel zu wappnen.“
Das Argument, kein Geld zu haben, spielt nach Umfragen bei der Entscheidung für oder gegen ein Haustier so gut wie keine Rolle. Nach Branchenbeobachtungen hat sich die Rolle der Haustiere dahingehend verändert, dass sie wie Familienmitglieder und manchmal wie Kinder behandelt werden.
Entsprechende Verschiebungen sind auch bei den Preiskategorien der Heimtierprodukte festzustellen: Hunde- und Katzenhalter kaufen zunehmend Noname-Produkte und somit besonders billig oder aber besonders teuer ein. Das mittlere Preissegment, in dem sich die klassische Markenware bewegt, gerät in Bedrängnis. Discounter wie Aldi und Lidl haben sich bereits einen Marktanteil von rund 30 Prozent erkämpft.
Unter dem Druck des Discounthandels suchen die Markenanbieter nach neuen Verwöhn-Produkten. Im Waltham Centre for Pet Care & Nutrition, 150 km nördlich von London werden von ca. 50 Wissenschaftlern an tausend Labortieren neue Produkte erprobt.